# Абдул-Азіз аль-Мансур
Аль-Мансур Абд аль-Азіз бен Баркук (араб. المنصور عبد العزيز بن برقوق) — мамелюкський султан Єгипту з династії Бурджитів.

## Життєпис
1405 року Фарадж на кілька місяців втратив трон. Група мамелюків возвела на престол брата Фараджа — Абдул-Азіза, але Фараджу вдалось заарештувати брата і знову стати султаном Єгиптом.